# Ye Jianying
Ye Jianying (cinese semplificato: 叶剑英; cinese tradizionale: 葉劍英; pinyin: Yè Jiànyīng; Wade-Giles: Yeh Chien-ying) (Contea di Mei, 28 aprile 1897 – Pechino, 22 ottobre 1986) è stato un politico e generale cinese.
Fra il 1978 e il 1983 fu anche capo di Stato della Repubblica Popolare Cinese.

## Biografia
Ye nacque da una famiglia benestante del Guangdong nel 1897 e frequentò l'accademia militare dello Yunnan, diplomandosi nel 1919; nello stesso anno entrò nel Kuomintang, rimanendovi fino al 1927, quando si trovò in disaccordo con la politica anticomunista di Chiang Kai-shek ed entrò dunque nel Partito Comunista Cinese, mettendo le proprie capacità militari al servizio dell'Esercito Rosso. Dopo il fallimento delle rivolte di Nanchang e Canton, Ye fuggì a Hong Kong e successivamente si trasferì a Mosca, dove studiò scienze militari e si tenne a stretto contatto con il Comintern.
Tornato in Cina nel 1932, Ye si unì al Soviet dello Jiangxi e divenne capo di stato maggiore di Zhang Guotao, insieme al quale partecipò alla Lunga Marcia incontrandosi con le forze di Mao Zedong, che nel 1935 aveva conquistato la direzione del Partito. Zhang, rivale di Mao, si scontrò con questi sulla prossima mossa dell'Esercito Rosso; Zhang voleva andare a sud, mentre Mao puntava sullo Shaanxi. Ye, trovandosi d'accordo con Mao, si rifiutò di seguire Zhang e disertò a favore del nuovo capo del Partito, portando con sé le mappe e i codici di Zhang; la sua scelta si dimostrò giusta, in quanto quest'ultimo perse il 75% delle sue forze nel tentativo di andare a sud. Secondo quanto affermò Mao stesso, "Ye Jianying salvò il Partito, l'Esercito Rosso e la rivoluzione".
Responsabile, insieme a Liu Bocheng, dell'attraversamento del Chang Jiang, nel 1936 Ye fu nominato direttore dell'ufficio incaricato dei rapporti con il Kuomintang e lavorò direttamente sotto Zhou Enlai, trasferendosi prima a Nanchino e poi a Chongqing. In questo periodo entrò nel Comitato centrale del Partito Comunista Cinese.
A seguito della fondazione della Repubblica Popolare Cinese nel 1949, Ye ricevette importanti incarichi: venne nominato vicepresidente del Governo Popolare e componente del Consiglio Militare Rivoluzionario, nonché governatore del Guangdong. La sua morbidezza nei confronti dei proprietari terrieri tuttavia gli valse la rimozione dall'incarico nel 1953, anche se rimase membro del Comitato Centrale e fu nominato maresciallo nel 1955, ottenendo anche incarichi presso il Ministero della difesa.
Nel corso della Rivoluzione Culturale l'autorità di Ye parve aumentare: nel 1969 entrò nell'Ufficio politico del Partito Comunista Cinese e nel 1973 entrò nel suo Comitato permanente, ricevendo la vicepresidenza del Partito e della Commissione militare centrale. Nel 1975 venne eletto ministro della difesa.
Grazie ai suoi incarichi militari, nell'ottobre 1976, dopo la morte di Mao, Ye diresse la rimozione di Jiang Qing e della cosiddetta "Banda dei Quattro", accusata di orchestrare un colpo di Stato, e sostenne la nuova direzione di Deng Xiaoping. Nel 1978 divenne presidente del Comitato permanente dell'Assemblea nazionale del popolo e nel 1982 venne rieletto ai massimi vertici del Partito. È bene notare che, fino alla ricostituzione della carica di presidente della Repubblica nel 1983, il presidente dell'Assemblea esercitava le funzioni di capo di Stato.
Ritiratosi dalla dirigenza del Partito nel 1985, Ye morì nel 1986.